# 佩卢阿耶莱维涅
佩卢阿耶莱维涅（法語：Pellouailles-les-Vignes，法語發音：[pɛlwaj le viɲ]）是法国曼恩-卢瓦尔省的一个旧市镇，属于昂热区。2016年1月1日，佩卢阿耶莱维涅和相邻的圣西尔万当茹合并为新市镇安茹地区韦里耶尔（Verrières-en-Anjou）。

## 地理
佩卢阿耶莱维涅（47°31'20"N, 0°26'27"W）面积3.57 平方千米，位于法国卢瓦尔河地区大区曼恩-卢瓦尔省，该省份为法国西部内陆省份，大致对应安茹地区，北起顺时针与马耶讷省、萨尔特省、安德尔-卢瓦尔省、维埃纳省、德塞夫勒省、旺代省、大西洋卢瓦尔省和伊勒-维莱讷省接壤。
与佩卢阿耶莱维涅接壤的市镇（或旧市镇、城区）包括：勒普莱西-格拉穆瓦尔、维勒韦克、圣西尔万当茹。

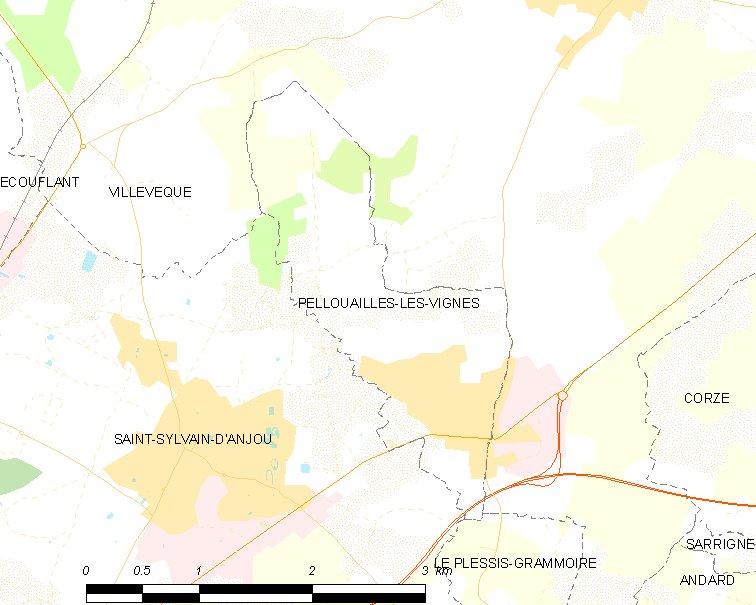
佩卢阿耶莱维涅的OSM定位图

佩卢阿耶莱维涅的时区为UTC+01:00、UTC+02:00（夏令时）。

## 行政
佩卢阿耶莱维涅的邮政编码为49112，INSEE市镇编码为49238。

## 政治
佩卢阿耶莱维涅所属的省级选区为昂热第六县。

## 人口

1962-2008年间佩卢阿耶莱维涅人口变化图示

佩卢阿耶莱维涅于2018年1月1日时的人口数量为2523人。